# 查安荪
查安荪（1886年—1953年），湖北京山人，中华民国官员、诗人。

## 生平
1909年，自湖北武昌文普通中学堂毕业，和董必武是同学。1911年，参与辛亥革命。曾任山西大怀阜民水利局主任。1920年之后，历任黑龙江省教育厅科员、科长，黑龙江省军署军法课员、军务课员，黑龙江省公署科员。
1928年农历九月十六日（戊寅九月既望）奎社（原称真率会。真率会第二次雅集更名为奎社）在齐齐哈尔创建。发起者是冯文洵（问田）。主要会员有魏毓兰（馨若）、旷仕槐（旷园）、薛铨庆（友渔）、韩朴全（毅甫）、冯文洵（问田）、陶炳然（筱泉）、蔡清禅、刘翰秋、查安荪、刘止安、刘润勤等人，后又有张泽普、陶岫樵、冯恭惕等加入。
1931年九一八事变后，到天津参加抗日活动。1932年回到黑龙江，在海伦县（一说在齐齐哈尔）开办同寿药房，行医达14年。1946年，中共占领齐齐哈尔，获推为嫩江省临时参议会筹备委员、齐齐哈尔市临时参议会筹备委员，并且当选为嫩江省人民代表、齐齐哈尔市临时参议会副议长，还出席了东北九省行政联席会议。另外还历任齐齐哈尔市防疫委员会副主任委员、建设委员会副主任委员、遣送日侨委员会委员、修建西满烈士墓筹备委员会委员等等职务。1951年，获聘为政务院文史研究馆馆员。
1950年6月18日，佛教界人士巨赞、李济深、陈铭枢、赵朴初、喜饶嘉措、李书城、周太玄、叶恭绰、林志钧、查安荪、李一平、周叔迦、方子藩、杨叔吉、李明扬、唐孟潇、沙咏沧、陈莲生等人在北京发起创办现代佛学社，出版刊物《现代佛学》，推举陈铭枢任社长，吕澂任名誉社长，巨赞任《现代佛学》主编。
1953年，查安荪逝世。
查安荪擅诗词。画作工山水，有《洞庭秋色》卷藏中央文史研究馆。

## 著作
- 《鹏溟诗稿》
- 《鹤语词》[1][2]